# Toulões
Toulões é uma povoação portuguesa sede da Freguesia de Toulões do Município de Idanha-a-Nova, na antiga província da Beira Baixa, região do Centro (Região das Beiras) e sub-região da Beira Interior Sul, freguesia com 36,73 km² de área e 226 habitantes (censo de 2021), tendo, por isso, uma densidade populacional de 6,2 hab./km².
A freguesia foi criada pelo decreto lei nº 38.192, de 05/03/1951, com parte das freguesias de Zebreira e Salvaterra do Extremo (Fonte: INE).

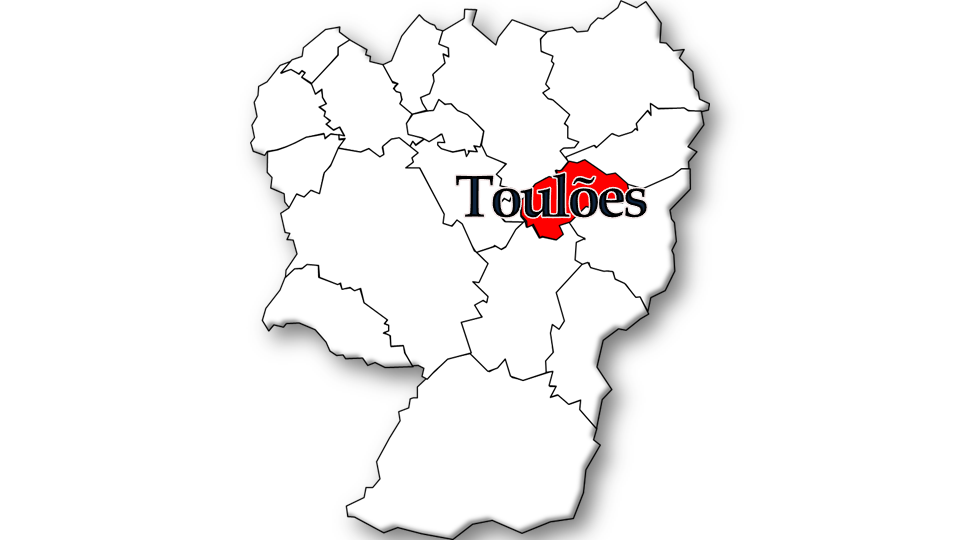
Localização da Freguesia de Toulões no Município de Idanha-a-Nova

## Demografia
A população registada nos censos foi:
| Ano  | 0-14 Anos | 15-24 Anos | 25-64 Anos | > 65 Anos |
| 2001 | 10        | 20         | 100        | 185       |
| 2011 | 3         | 3          | 90         | 141       |
| 2021 | 6         | 7          | 71         | 142       |

## Património
- Igreja de Santo António (matriz)
- Capela de S. Domingos

## Colectividades
- Clube de Tiro de Toulões
- Centro Social e Cultural de Toulões